# Podkostelní (Praha)
Podkostelní je zaniklá ulice ve Starém Hloubětíně na Praze 14, která vedla z Poděbradské jihojihovýchodním směrem. Bývala to první odbočka od tramvajové smyčky Starý Hloubětín (původně jen Hloubětín) ve směru od centra Prahy vpravo.

## Historie a názvy
Ulice vznikla před rokem 1906 na místě zasypaného příkopu, podle kterého také byla nazvána Pod Příkopem. V roce 1925 byla pojmenována podle své polohy pod vrchem, kde stojí kostel svatého Jiří. V době nacistické okupace v letech 1940–1945 se německy nazývala Kirchenplatzgasse. Ulice zanikla v roce 1984, kdy se upravovala a rozšiřovala ulice Průmyslová jako součást Průmyslového polookruhu. Na některých mapách je však chybně označena jako Pod Svatým Jiřím.